# Giải đua ô tô Công thức 1 Azerbaijan 2023
Giải đua ô tô Công thức 1 Azerbaijan 2023 (tên chính thức là Formula 1 Azerbaijan Grand Prix 2023) là một chặng đua Công thức 1 được tổ chức vào ngày 30 tháng 4 năm 2023 tại Trường đua Thành phố Baku ở Baku, Azerbaijan và là chặng đua thứ tư của giải đua xe Công thức 1 2023.

## Bối cảnh

### Bảng xếp hạng trước cuộc đua
Sau giải đua ô tô Công thức 1 Úc, Max Verstappen dẫn đầu bảng xếp hạng các tay đua với 69 điểm, hơn đồng đội Sergio Pérez 15 điểm ở vị trí thứ hai và hơn 24 điểm so với Fernando Alonso ở vị trí thứ ba. Red Bull Racing dẫn đầu trong bảng xếp hạng các đội đua trước Aston Martin (65 điểm) và Mercedes (56 điểm) với 123 điểm.

### Thay đổi quy định
Tại giải đua ô tô Công thức 1 Azerbaijan, thể thức cuối tuần mới cho các cuộc đua sprint được áp dụng và chínht thức thay thế thể thức cuối tuần được sử dụng vào  năm 2021 và 2022. Thể thức này sẽ bao gồm một buổi tập duy nhất vào thứ Sáu, sau đó là vòng phân hạng để xác định vị trí cho cuộc đua chính vào Chủ Nhật. Vào thứ Bảy, một thể thức vòng phân hạng mới được gọi là "sprint shootout" sẽ được tổ chức để thay cho buổi tập thứ hai và xác định vị trí cho cuộc đua sprint. Thể loại sprint shootout mới diễn ra ngắn hơn so với vòng phân hạng thông thường: Phần 1 (Q1) sẽ điễn ra trong vòng 12 phút, phần 2 (Q2) trong vòng 10 phút và phần 3 (Q3) trong vòng 8 phút. Ngoài ra, sử dụng các bộ lốp mới là bắt buộc đối với mỗi phần, với lốp trung bình tại Q1 và Q2 và lốp mềm tại Q3.

### Lựa chọn bộ lốp
Nhà cung cấp lốp xe Pirelli cung cấp các bộ lốp hạng C3, C4 và C5 (được chỉ định lần lượt là cứng, trung bình và mềm) để các đội sử dụng tại sự kiện này.

### Thay đổi trên đường đua
Điểm kích hoạt DRS thứ hai được di chuyển xa hơn 100 m về phía trước và được đặt 447 m sau góc cua 20.

## Tường thuật

### Buổi tập
Trong buổi tập đầu tiên và duy nhất, Max Verstappen lập thời gian nhanh nhất với 1:42,315 phút trước Charles Leclerc và đồng đội Sergio Pérez.

### Vòng phân hạng
Vòng phân hạng bao gồm ba phần với thời gian chạy 45 phút. Trong phần đầu tiên (Q1), các tay đua có 18 phút để tiếp tục tham gia phần thứ hai vòng phân hạng. Tất cả các tay đua đạt được thời gian trong phần đầu tiên với thời gian tối đa 107% thời gian nhanh nhất được phép tham gia cuộc đua. 15 tay đua dẫn đầu lọt vào phần tiếp theo. Leclerc là tay đua với thời gian nhanh nhất. Trong phần này, Pierre Gasly và Nyck de Vries đâm vào hàng rào tại góc cua số 3 khiến phần này bị gián đoạn. Sau vòng phân hạng, thời gian của de Vries đã vượt quá quy tắc 107% mặc dù ban quản lý cho phép anh tham gia cuộc đua chính. Sau khi phần này kết thúc, Chu Quán Vũ, cặp tay đua của Haas, Gasly và de Vries bị loại.
Phần thứ hai (Q2) kéo dài 15 phút và mười tay đua nhanh nhất của phần này đi tiếp vào phần thứ ba của vòng phân hạng. Trong phần này, George Russell, Esteban Ocon, Valtteri Bottas và cả hai tay đua của Williams đều bị loại. Thêm vào đó, đây cũng là lần đầu tiên Russell bị loại trong phần thứ hai của vòng phân hạng kể từ lần đầu tiên một tay đua của Mercedes bị loại trong phần thứ hai của vòng phân hạng kể từ Singapore năm 2022.
Phần cuối cùng (Q3) kéo dài 12 phút, trong đó mười vị trí xuất phát đầu tiên cho cuộc đua chính được xác định sẵn. Với thời gian là 1:40,203 phút, Leclerc đã lập thời gian nhanh nhất trước hai tay đua của Red Bull Racing, Verstappen và Pérez. Đây cũng là vị trí pole thứ ba liên tiếp của Leclerc và Ferrari tại giải đua ô tô Công thức 1 Azerbaijan. Ngoài ra, thời gian của Leclerc cũng trở thành thời gian kỷ lục mới sau khi vượt qua thời gian kỷ lục cũ là 1:40,945 được đặt bởi Valtteri Bottas tại giải đua ô tô Công thức 1 Azerbaijan 2019.

### Sprint shootout
Trong phần đầu tiên (SQ1) của sprint shootout, các tay đua có 12 phút để tiếp tục tham gia phần thứ hai của sprint shootout. Tất cả các tay đua đạt được thời gian trong phần đầu tiên với thời gian tối đa 107% thời gian nhanh nhất được phép tham gia cuộc đua. 15 tay đua dẫn đầu lọt vào phần tiếp theo. Leclerc là tay đua với thời gian nhanh nhất. Trong phần này, cả hai tay đua của Alfa Romeo và cả hai tay đua của AlphaTauri lẫn Gasly bị loại. 25 giây trước khi phần này kết thúc, Logan Sargeant, người đang ở vị trí thứ 11, đã đâm vào tường ở góc cua số 15 khiến lốp xe bên phải phía sau bị vỡ cùng với hệ thống treo lốp. Do xe bị hỏng vì vụ va chạm này, Sargeant không thể tiếp tục tham gia phần thứ hai của vòng phân hạng mặc dù anh đã lọt vào được phần đó.
Phần thứ hai (SQ2) kéo dài 10 phút và mười tay đua nhanh nhất của phần này đi tiếp vào phần thứ ba của sprint shootout. Trong phần này, Oscar Piastri, cả hai tay đua của Haas, Esteban Ocon và Sargeant bị loại.
Phần cuối cùng (SQ3) kéo dài 8 phút, trong đó mười vị trí xuất phát đầu tiên cho cuộc đua sprint được xác định sẵn. Với thời gian là 1:41.697 phút, Leclerc đã giành được pole cho cuộc đua sprint trước hai tay đua của Red Bull Racing, Pérez và Verstappen mặc dù va vào hàng rào ở góc cua thứ 5.

### Cuộc đua sprint
Charles Leclerc, tay đua xuất phát từ vị trí pole, đã có một khởi đầu thuận lợi để dẫn đầu cuộc đua. Sau Leclerc, Max Verstappen và George Russell va chạm với nhau và sau đó, Russell vượt qua Verstappen để giành vị trí thứ ba. Xếp sau họ, Fernando Alonso đã vượt qua Alexander Albon để giành vị trí thứ bảy. Tại góc cua số 13, Yuki Tsunoda đã va chạm với tường chắn khiến lốp sau bên trái của chiếc xe của anh bị bung ra và lăn xuống đường đua cùng các mảnh vỡ vương vãi xung quanh góc cua đó. Vụ va chạm này khiến xe an toàn ảo được triển khai. Sau đó, Tsunoda khập khiễng trở lại làn pit để thay lốp mặc dù chiếc xe bị hư hỏng của anh đã được đưa ra ngoài trong tình trạng không an toàn với lốp xe bị lệch rõ ràng. Do vậy, anh đã bỏ cuộc ở vòng đua sau. Ở vòng đua thứ năm, thời gian triển khai xe an toàn đã kết thúc và cuộc đua chính thức được khởi động lại. Ngay sau đó, Verstappen đã vượt qua Russell để giành vị trí thứ ba và Lewis Hamilton tụt xuống hai vị trí sau Carlos Sainz Jr. Hai vòng đua sau đó, Sergio Pérez vượt qua Leclerc trên đường thẳng với DRS và sau đó, Pérez đã giữ vị trí dẫn đầu cho đến khi cuộc đua kết thúc. Sau khi cuộc đua sprint kết thúc, Pérez giành chiến thắng trước Leclerc và đồng đội Verstappen.

### Cuộc đua chính
Charles Leclerc dẫn đầu cuộc đua ngay sau khi xuất phát từ vị trí pole. Tại góc cua số 2, Alexander Albon va chạm với lốp xe sau bên trái của Oscar Piastri khiến mũi xe của Albon bị hỏng. Vụ va chạm này đã không được ban quản lý điều tra và do vậy không có thêm hành động nào được thực hiện. Tại vòng đua thứ tư Max Verstappen sử dụng DRS để vượt qua Leclerc tại góc cua đầu tiên. Ngay tại ba vòng đua sau đó, Sergio Pérez làm điều tương tự như Verstappen để giành vị trí thứ hai. Cũng tại vòng đua này, Pierre Gasly vào làn pit để chuyển sang bộ lốp cứng. Tại vòng đua thứ mười, Verstappen đi vào làn pit để thay lốp và trở lại ở vị trí thứ ba và đồng thời mất vị trí dẫn đầu vì Nyck de Vries va vào hàng rào đường đua tại góc cua số 5 khiến cờ vàng và xe an toàn được triển khai. Trong thời gian xe an toàn được triển khai, Pérez chuyển sang bộ lốp cứng mới và sau đó dẫn đầu cuộc đua. George Russell cũng được hưởng lợi từ giai đoạn xe an toàn và vượt qua Lance Stroll để giành vị trí thứ sáu. Cú vào làn pit của Russell đã được điều tra nhưng không cần thực hiện thêm hành động nào. Ở vòng đua thứ 39, Chu Quán Vũ bỏ cuộc sau sự cố kỹ thuật.
Trong vòng đua cuối cùng, một sự cố đã xảy ra khi nhân viên do FIA chỉ định cho phép các nhiếp ảnh băng qua làn pit để chuẩn bị chụp ảnh ở parc fermé và khu vực bục trao giải mặc dù cuộc đua vẫn đang diễn ra. Vì hành động này, Esteban Ocon, tay đua của Alpine, đã buộc phải tránh một số nhiếp ảnh gia khi đến chỗ đổi lốp của mình. Do đó, ban quản lý cuộc đua đã tiến hành một cuộc điều tra về vấn đề này và sau đó khuyến nghị rằng nên thực hiện các thay đổi đối với quy trình kết thúc cuộc đua ở khu parc fermé để ngăn chặn sự cố như vậy lặp lại.
Pérez giành chiến thắng cuộc đua này trước Verstappen và Leclerc. Đây cũng là chiến thắng thứ hai của Pérez tại giải đua ô tô Công thức 1 Azerbaijan và là lần đầu tiên Leclerc và Ferrari lên bục trao giải. Ngoài ra, Pérez cũng trở thành tay đua đầu tiên giành chiến thắng hai lần tại giải đua ô tô Công thức 1 Azerbaijan. Các tay đua còn lại ghi điểm trong cuộc đua này là Fernando Alonso, Carlos Sainz Jr., Lewis Hamilton, Lance Stroll, George Russell, Lando Norris và Yuki Tsunoda.

## Kết quả

### Vòng phân hạng
| Vị trí                   | Số xe | Tay đua          | Đội đua                      | Q1       | Q2       | Q3        | Vị trí xuất phát cho cuộc đua chính |
| ------------------------ | ----- | ---------------- | ---------------------------- | -------- | -------- | --------- | ----------------------------------- |
| 1                        | 16    | Charles Leclerc  | Ferrari                      | 1:41,269 | 1:41,037 | 1:40,203  | 1                                   |
| 2                        | 1     | Max Verstappen   | Red Bull Racing-Honda RBPT   | 1:41,398 | 1:40,822 | 1:40,391  | 2                                   |
| 3                        | 11    | Sergio Pérez     | Red Bull Racing-Honda RBPT   | 1:41,756 | 1:41,131 | 1:40,495  | 3                                   |
| 4                        | 55    | Carlos Sainz Jr. | Ferrari                      | 1:42,197 | 1:41,369 | 1:41,016  | 4                                   |
| 5                        | 44    | Lewis Hamilton   | Mercedes                     | 1:42,113 | 1:41,650 | 1:41,177  | 5                                   |
| 6                        | 14    | Fernando Alonso  | Aston Martin Aramco-Mercedes | 1:41,720 | 1:41,370 | 1:41,253  | 6                                   |
| 7                        | 4     | Lando Norris     | McLaren-Mercedes             | 1:42,154 | 1:41,485 | 1:41,281  | 7                                   |
| 8                        | 22    | Yuki Tsunoda     | AlphaTauri-Honda RBPT        | 1:42,234 | 1:41,569 | 1:41,581  | 8                                   |
| 9                        | 18    | Lance Stroll     | Aston Martin Aramco-Mercedes | 1:42,524 | 1:41,576 | 1:41,6111 | 9                                   |
| 10                       | 81    | Oscar Piastri    | McLaren-Mercedes             | 1:42,455 | 1:41,636 | 1:41,6111 | 10                                  |
| 11                       | 63    | George Russell   | Mercedes                     | 1:42,073 | 1:41,654 | –         | 11                                  |
| 12                       | 31    | Esteban Ocon     | Alpine-Renault               | 1:42,622 | 1:41,798 | –         | Làn pit2                            |
| 13                       | 23    | Alexander Albon  | Williams-Mercedes            | 1:42,171 | 1:41,818 | –         | 12                                  |
| 14                       | 77    | Valtteri Bottas  | Alfa Romeo-Ferrari           | 1:42,582 | 1:42,259 | –         | 13                                  |
| 15                       | 2     | Logan Sargeant   | Williams-Mercedes            | 1:42,242 | 1:42,395 | –         | 14                                  |
| 16                       | 24    | Chu Quán Vũ      | Alfa Romeo-Ferrari           | 1:42,642 | –        | –         | 15                                  |
| 17                       | 27    | Nico Hülkenberg  | Haas-Ferrari                 | 1:42,755 | –        | –         | Làn pit3                            |
| 18                       | 20    | Kevin Magnussen  | Haas-Ferrari                 | 1:43,417 | –        | –         | 16                                  |
| 19                       | 10    | Pierre Gasly     | Alpine-Renault               | 1:44,853 | –        | –         | 17                                  |
| Thời gian 107%: 1:48,357 |       |                  |                              |          |          |           |                                     |
| 20                       | 21    | Nyck de Vries    | AlphaTauri-Honda RBPT        | 1:55,282 | –        | –         | 184                                 |

Chú thích:
- ^1  – Lance Stroll và Oscar Piastri lập thời gian giống nhau trong phần thứ ba của vòng phân hạng (Q3). Stroll được xếp trên Piastri do anh lập thời gian trước Piastri.[13]
- ^2  – Thời gian của Nyck de Vries nằm trên 107% nhưng ban quản lý cho phép anh tham gia cuộc đua chính.[14]
- ^3  – Nico Hülkenberg vượt qua vòng phân hạng ở vị trí thứ 17 nhưng anh được yêu cầu bắt đầu cuộc đua từ làn pit vì hệ thống treo lốp đã bị thay đổi trong khi chiếc xe đang ở chế độ parc fermé.[15]
- ^4  – Nyck de Vries không thể đặt thời gian theo quy luật 107%. Anh được phép đua theo quyết định của người quản lý.[16]

### Sprint shootout
| Vị trí                   | Số xe | Tay đua          | Đội đua                      | SQ1      | SQ2                 | SQ3                  | Vị trí xuất phát cho cuộc đua sprint |
| ------------------------ | ----- | ---------------- | ---------------------------- | -------- | ------------------- | -------------------- | ------------------------------------ |
| 1                        | 16    | Charles Leclerc  | Ferrari                      | 1:42.820 | 1:42.500            | 1:41.697             | 1                                    |
| 2                        | 11    | Sergio Pérez     | Red Bull Racing-Honda RBPT   | 1:43.858 | 1:42.925            | 1:41.844             | 2                                    |
| 3                        | 1     | Max Verstappen   | Red Bull Racing-Honda RBPT   | 1:43.288 | 1:42.417            | 1:41.987             | 3                                    |
| 4                        | 63    | George Russell   | Mercedes                     | 1:43.763 | 1:43.112            | 1:42.252             | 4                                    |
| 5                        | 55    | Carlos Sainz Jr. | Ferrari                      | 1:43.622 | 1:42.909            | 1:42.287             | 5                                    |
| 6                        | 44    | Lewis Hamilton   | Mercedes                     | 1:43.561 | 1:43.061            | 1:42.502             | 6                                    |
| 7                        | 23    | Alexander Albon  | Williams-Mercedes            | 1:43.987 | 1:43.376            | 1:42.846             | 7                                    |
| 8                        | 14    | Fernando Alonso  | Aston Martin Aramco-Mercedes | 1:43.789 | 1:42.976            | 1:43.010             | 8                                    |
| 9                        | 18    | Lance Stroll     | Aston Martin Aramco-Mercedes | 1:43.879 | 1:43.375            | 1:43.064             | 9                                    |
| 10                       | 4     | Lando Norris     | McLaren-Mercedes             | 1:43.938 | 1:43.395            | Không lập thời gian1 | 10                                   |
| 11                       | 81    | Oscar Piastri    | McLaren-Mercedes             | 1:44.179 | 1:43.427            | –                    | 11                                   |
| 12                       | 27    | Nico Hülkenberg  | Haas-Ferrari                 | 1:44.843 | 1:43.806            | –                    | 12                                   |
| 13                       | 31    | Esteban Ocon     | Alpine-Renault               | 1:44.433 | 1:44.088            | –                    | Làn pit2                             |
| 14                       | 20    | Kevin Magnussen  | Haas-Ferrari                 | 1:44.101 | 1:44.332            | –                    | 13                                   |
| 15                       | 2     | Logan Sargeant   | Williams-Mercedes            | 1:44.042 | Không lập thời gian | –                    | —3                                   |
| 16                       | 24    | Chu Quán Vũ      | Alfa Romeo-Ferrari           | 1:45.177 | –                   | –                    | 14                                   |
| 17                       | 77    | Valtteri Bottas  | Alfa Romeo-Ferrari           | 1:45.352 | –                   | –                    | 15                                   |
| 18                       | 22    | Yuki Tsunoda     | AlphaTauri-Honda RBPT        | 1:45.436 | –                   | –                    | 16                                   |
| 19                       | 10    | Pierre Gasly     | Alpine-Renault               | 1:46.951 | –                   | –                    | 17                                   |
| 20                       | 21    | Nyck de Vries    | AlphaTauri-Honda RBPT        | 1:48.180 | –                   | –                    | 18                                   |
| Thời gian 107%: 1:48,617 |       |                  |                              |          |                     |                      |                                      |

Chú thích:
- ^1  – Lando Norris không thể đặt thời gian trong SQ3 vì anh không có bộ lốp mềm mới bắt buộc phải có.[17]
- ^2  – Esteban Ocon kết thúc sprint shootout ở vị trí thứ 13 nhưng anh được yêu cầu bắt đầu cuộc đua sprint từ làn pit do hệ thống treo lốp bị thay đổi trong khi chiếc xe đang ở chế độ parc fermé.
- ^3  – Logan Sargeant không thể tham gia cuộc đua sprint theo yêu cầu của đội do va chạm trong vòng sprint shootout. Vì vậy, các tay đua phía sau anh ta được tăng lên một vị trí.

### Cuộc đua sprint
| Vị trí                                                                                      | Số xe | Tay đua          | Đội đua                      | Số vòng | Thời gian/ Bỏ cuộc | Vị trí xuất phát | Số điểm |
| ------------------------------------------------------------------------------------------- | ----- | ---------------- | ---------------------------- | ------- | ------------------ | ---------------- | ------- |
| 1                                                                                           | 11    | Sergio Pérez     | Red Bull Racing-Honda RBPT   | 17      | 33:17,667          | 2                | 8       |
| 2                                                                                           | 16    | Charles Leclerc  | Ferrari                      | 17      | + 4,463            | 1                | 7       |
| 3                                                                                           | 1     | Max Verstappen   | Red Bull Racing-Honda RBPT   | 17      | + 5,065            | 3                | 6       |
| 4                                                                                           | 63    | George Russell   | Mercedes                     | 17      | + 8,532            | 4                | 5       |
| 5                                                                                           | 55    | Carlos Sainz Jr. | Ferrari                      | 17      | + 10,388           | 5                | 4       |
| 6                                                                                           | 14    | Fernando Alonso  | Aston Martin Aramco-Mercedes | 17      | + 11,613           | 8                | 3       |
| 7                                                                                           | 44    | Lewis Hamilton   | Mercedes                     | 17      | + 16,503           | 6                | 2       |
| 8                                                                                           | 18    | Lance Stroll     | Aston Martin Aramco-Mercedes | 17      | + 18,417           | 9                | 1       |
| 9                                                                                           | 23    | Alexander Albon  | Williams-Mercedes            | 17      | + 21,757           | 7                |         |
| 10                                                                                          | 81    | Oscar Piastri    | McLaren-Mercedes             | 17      | + 22,851           | 11               |         |
| 11                                                                                          | 20    | Kevin Magnussen  | Haas-Ferrari                 | 17      | + 27,990           | 13               |         |
| 12                                                                                          | 24    | Chu Quán Vũ      | Alfa Romeo-Ferrari           | 17      | + 34,602           | 14               |         |
| 13                                                                                          | 10    | Pierre Gasly     | Alpine-Renault               | 17      | + 36,918           | 17               |         |
| 14                                                                                          | 21    | Nyck de Vries    | AlphaTauri-Honda RBPT        | 17      | + 41,626           | 18               |         |
| 15                                                                                          | 27    | Nico Hülkenberg  | Haas-Ferrari                 | 17      | + 48,587           | 12               |         |
| 16                                                                                          | 77    | Valtteri Bottas  | Alfa Romeo-Ferrari           | 17      | + 49,917           | 15               |         |
| 17                                                                                          | 4     | Lando Norris     | McLaren-Mercedes             | 17      | + 51,104           | 10               |         |
| 18                                                                                          | 31    | Esteban Ocon     | Alpine-Renault               | 17      | + 1:00,621         | Làn pit          |         |
| Bỏ cuộc                                                                                     | 22    | Yuki Tsunoda     | AlphaTauri-Honda RBPT        | 2       | Hỏng do tai nạn    | 16               |         |
| Không xuất phát                                                                             | 2     | Logan Sargeant   | Williams-Mercedes            | 0       | Tai nạn            | —1               |         |
| Vòng đua nhanh nhất: Sergio Pérez (Red Bull Racing-Honda RBPT) – 1:43,616 (vòng đua thứ 11) |       |                  |                              |         |                    |                  |         |

Chú thích:
- ^1  – Logan Sargeant không thể tham gia cuộc đua sprint theo yêu cầu của đội do va chạm trong vòng sprint shootout. Vì vậy, các tay đua phía sau anh ta được tăng lên một vị trí.

### Cuộc đua chính
| Vị trí                                                                                        | Số xe | Tay đua          | Đội đua                      | Số vòng | Thời gian/ Bỏ cuộc | Vị trí xuất phát | Số điểm |
| --------------------------------------------------------------------------------------------- | ----- | ---------------- | ---------------------------- | ------- | ------------------ | ---------------- | ------- |
| 1                                                                                             | 11    | Sergio Pérez     | Red Bull Racing-Honda RBPT   | 51      | 1:32:42,436        | 3                | 25      |
| 2                                                                                             | 1     | Max Verstappen   | Red Bull Racing-Honda RBPT   | 51      | + 2,137            | 2                | 18      |
| 3                                                                                             | 16    | Charles Leclerc  | Ferrari                      | 51      | + 21,217           | 1                | 15      |
| 4                                                                                             | 14    | Fernando Alonso  | Aston Martin Aramco-Mercedes | 51      | + 22,024           | 6                | 12      |
| 5                                                                                             | 55    | Carlos Sainz Jr. | Ferrari                      | 51      | + 45,491           | 4                | 10      |
| 6                                                                                             | 44    | Lewis Hamilton   | Mercedes                     | 51      | + 46,145           | 5                | 8       |
| 7                                                                                             | 18    | Lance Stroll     | Aston Martin Aramco-Mercedes | 51      | + 51,617           | 9                | 6       |
| 8                                                                                             | 63    | George Russell   | Mercedes                     | 51      | + 1:14,240         | 11               | 51      |
| 9                                                                                             | 4     | Lando Norris     | McLaren-Mercedes             | 51      | + 1:20,376         | 7                | 2       |
| 10                                                                                            | 22    | Yuki Tsunoda     | AlphaTauri-Honda RBPT        | 51      | + 1:23,862         | 8                | 1       |
| 11                                                                                            | 81    | Oscar Piastri    | McLaren-Mercedes             | 51      | + 1:26,501         | 10               |         |
| 12                                                                                            | 23    | Alexander Albon  | Williams-Mercedes            | 51      | + 1:28,623         | 12               |         |
| 13                                                                                            | 20    | Kevin Magnussen  | Haas-Ferrari                 | 51      | + 1:29,729         | 16               |         |
| 14                                                                                            | 10    | Pierre Gasly     | Alpine-Renault               | 51      | + 1:31,332         | 17               |         |
| 15                                                                                            | 31    | Esteban Ocon     | Alpine-Renault               | 51      | + 1:37,794         | Làn pit          |         |
| 16                                                                                            | 2     | Logan Sargeant   | Williams-Mercedes            | 51      | + 1:40,973         | 14               |         |
| 17                                                                                            | 27    | Nico Hülkenberg  | Haas-Ferrari                 | 50      | + 1 vòng           | Làn pit          |         |
| 18                                                                                            | 77    | Valtteri Bottas  | Alfa Romeo-Ferrari           | 50      | + 1 vòng           | 13               |         |
| Bỏ cuộc                                                                                       | 24    | Chu Quán Vũ      | Alfa Romeo-Ferrari           | 36      | Lỗi kỹ thuật       | 15               |         |
| Bỏ cuộc                                                                                       | 21    | Nyck de Vries    | AlphaTauri-Honda RBPT        | 9       | Tai nạn            | 18               |         |
| Vòng đua nhanh nhất: George Russell (Mercedes) – 1:43,370 (vòng đua thứ 51)                   |       |                  |                              |         |                    |                  |         |
| Tay đua xuất sắc nhất cuộc đua: Sergio Pérez (Red Bull Racing-Honda RBPT), 29,1% số phiếu bầu |       |                  |                              |         |                    |                  |         |

Chú thích
- ^1  – Bao gồm một điểm cho vòng đua nhanh nhất.[19]

## Bảng xếp hạng sau cuộc đua

### Bảng xếp hạng các tay đua
| Vị trí | Tay đua          | Đội đua                      | Số điểm | Thay đổi vị trí |
| ------ | ---------------- | ---------------------------- | ------- | --------------- |
| 1      | Max Verstappen   | Red Bull Racing-Honda RBPT   | 93      | +/-0            |
| 2      | Sergio Pérez     | Red Bull Racing-Honda RBPT   | 87      | +/-0            |
| 3      | Fernando Alonso  | Aston Martin Aramco-Mercedes | 60      | +/-0            |
| 4      | Lewis Hamilton   | Mercedes                     | 48      | +/-0            |
| 5      | Carlos Sainz Jr. | Ferrari                      | 34      | +/-0            |
| 6      | Charles Leclerc  | Ferrari                      | 28      | 4               |
| 7      | George Russell   | Mercedes                     | 28      | +/-0            |
| 8      | Lance Stroll     | Aston Martin Aramco-Mercedes | 27      | 2               |
| 9      | Lando Norris     | McLaren-Mercedes             | 10      | 1               |
| 10     | Nico Hülkenberg  | Haas-Ferrari                 | 6       | 1               |

- Lưu ý: Chỉ có mười vị trí đứng đầu được liệt kê trong bảng xếp hạng này.

### Bảng xếp hạng các đội đua
| Vị trí | Đội đua                      | Số điểm | Thay đổi vị trí |
| ------ | ---------------------------- | ------- | --------------- |
| 1      | Red Bull Racing-Honda RBPT   | 180     | +/-0            |
| 2      | Aston Martin Aramco-Mercedes | 87      | +/-0            |
| 3      | Mercedes                     | 76      | +/-0            |
| 4      | Ferrari                      | 62      | +/-0            |
| 5      | McLaren-Mercedes             | 14      | +/-0            |
| 6      | Alpine-Renault               | 8       | +/-0            |
| 7      | Haas-Ferrari                 | 7       | +/-0            |
| 8      | Alfa Romeo-Ferrari           | 6       | +/-0            |
| 9      | AlphaTauri-Honda RBPT        | 2       | +/-0            |
| 10     | Williams-Mercedes            | 1       | +/-0            |